# Charles Luython
Charles Luython ou Carolus Luython (né à Anvers en 1557 et décédé à Prague le 2 août 1620) est un compositeur de la cinquième génération de l'école franco-flamande.

## Biographie
Il est recruté dès son jeune âge pour intégrer le chœur de l'empereur Maximilien II à Vienne. Après la mort de ce dernier en 1576, Luython devient organiste de cour et compositeur à la cour de Rodolphe II à Vienne puis à Prague où son compatriote Philippe de Monte est maître de chapelle avec Hans Leo Hassler et Jakob Hassler (en). Après la mort de Rodolphe II en 1612, Luython perd la pension qu'il recevait et doit vendre ses effets, notamment son clavecin. Il meurt dans le dénuement.

## Œuvres
- Messes
  - Premier livre de neuf messes dont quatre sont basées sur des motets et madrigaux de Monte
  - Missa Caesar vive ! à sept voix.
- Motets
- Hymnes
- Madrigaux italiens
- Fugues, fantaisies, canzone et ricercare pour clavier

## Discographie sélective
- Madrigal Perch'io t'habbia guardato. Venhoda, Supraphon LP.
- Deux madrigaux à 5, Erano i capei d'oro a l'aura. Due rose fresche non vede un simil. All'Illustrissimi Signori Fuccari: Music from the time of 1573–1607 The House of Fugger. The Consort of Musicke dir. Anthony Rooley DHM 1985
- Lamentations a 6. Huelgas Ensemble dir. Paul Van Nevel, enregistrement en public le 24 janvier 1998
- Missa Caesar vive!, Fraternitas Litteratorum, Supraphon 2007
- Œuvre complète pour clavier, Jaroslav Tůma, Supraphon, 11 0754-2

## Source de traduction
- (en) Cet article est partiellement ou en totalité issu de l’article de Wikipédia en anglais intitulé « Carolus Luython » (voir la liste des auteurs).